# Piromorfita

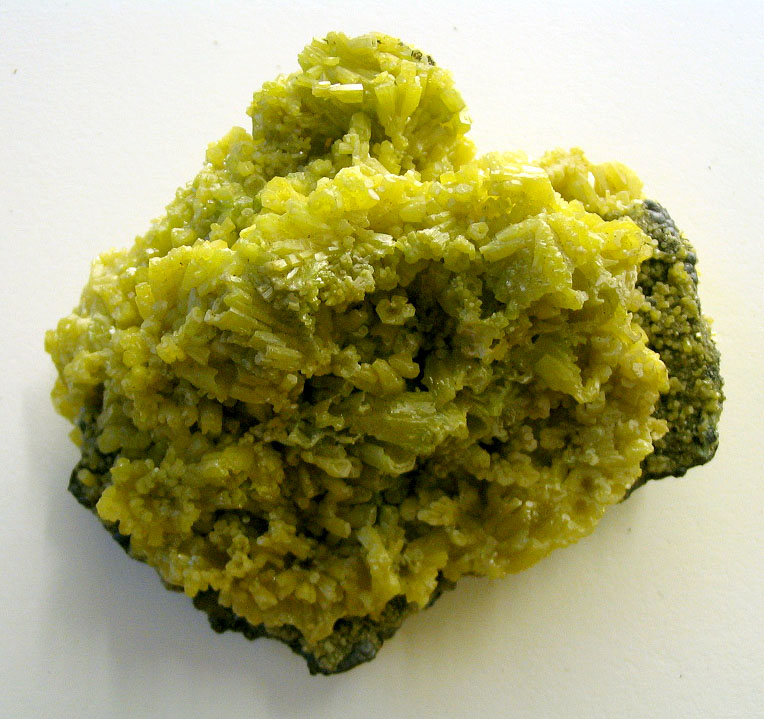
Piromorfita amarela encontrada na Austrália.

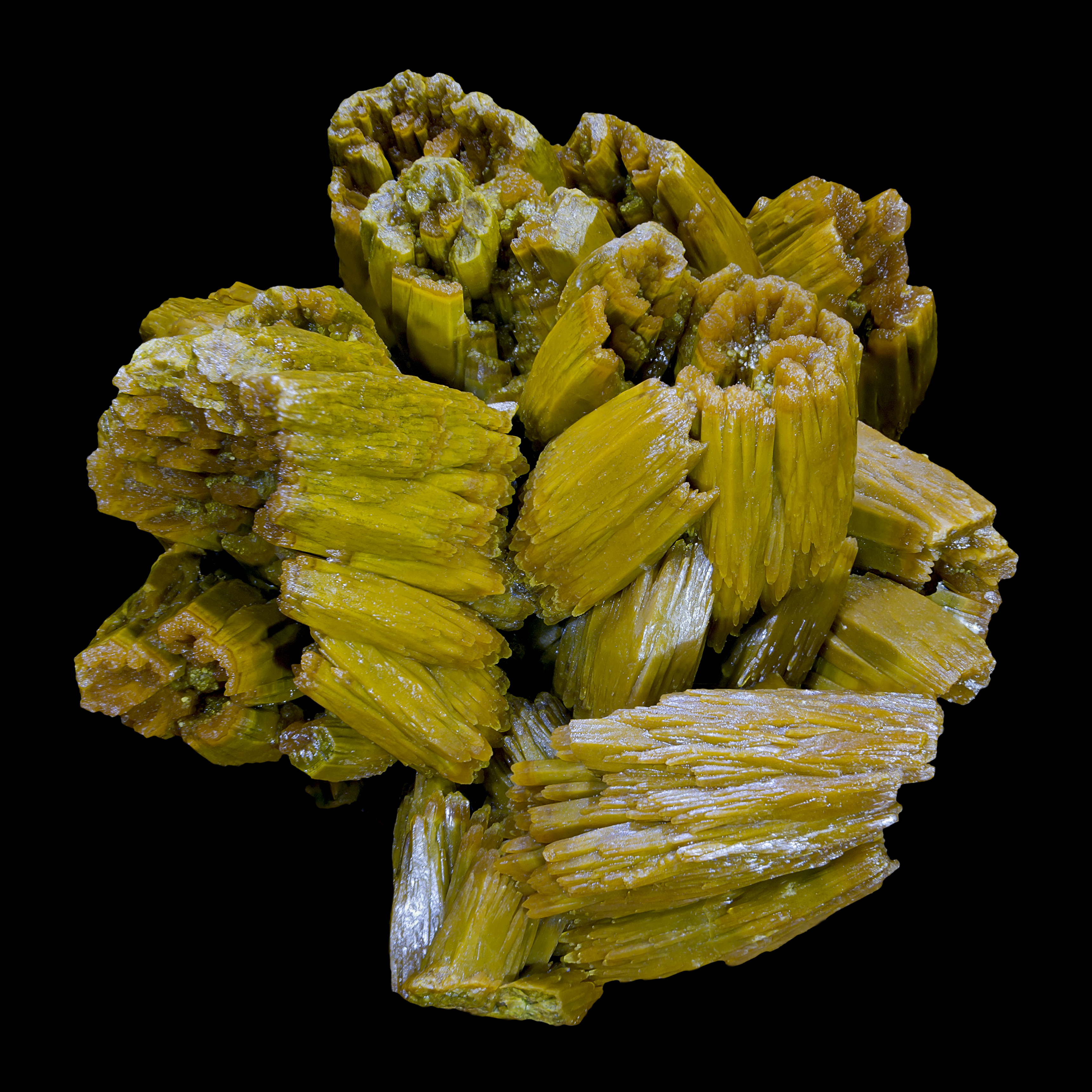
Piromorfita.

Piromorfita o piromorfite é uma espécie mineral composta de clorofosfato de chumbo: Pb5(PO4)3Cl, ocorrendo às vezes em quantidades suficientes para ser extraído como minério de chumbo. Cristais comuns com a forma de um prisma hexagonal com plano basal, combinando às vezes com as faces estreitas de uma pirâmide hexagonal. Cristais com a forma de barril são frequentes; também pode ter hábito globular ou reiniforme. Faz parte de uma série com dois outros minerais: mimetita (Pb5(AsO43Cl)) e vanadinita (Pb5(VO4)3Cl); muito semelhante com a mimetita só podendo ser diferenciados por testes químicos.
O termo fosfórico da série foi identificado químicamente pela primeira vez por Martin H. Kiaproth em 1784, e denominado de piromorfita por J. F. L. Hausmann em 1813.
A cor do mineral geralmente é verde, amarelo ou marrom, com brilho resinoso. A dureza é 3, e a densidade relativa de 6.5 - 7.1. A piromorfita e a mimetita são isomorfos devido a substituição gradativa do fósforo pelo arsênio, podendo produzir todas as gradações entre os dois minerais. O mesmo ocorre com o vanádio na vanadinita.

## Variedades
Variedades ricas em cálcio devido a substituição do chumbo possuem densidade menor (5.9 - 6.5) e ligeiras alterações de cor. Recebem os nomes de poliesferita (devido à forma globular), miesita provenientes de Mies na Bohemia, nussierita de Nussihre próximo de Beaujeu, França e cherokita de Cherokee County, Geórgia, Estados Unidos.